# Temporada 1961-62 de los Detroit Pistons
La temporada 1961-62 fue la decimocuarta de los Pistons en la NBA, y la quinta en su nueva localización de Detroit, Michigan. La temporada regular acabó con 37 victorias y 43 derrotas, clasificándose para los playoffs, en los que cayeron en las finales de división ante Los Angeles Lakers.

## Elecciones en elDraft
| Ronda | Puesto | Jugador      | Posición  | Nacionalidad   | Universidad           |
| ----- | ------ | ------------ | --------- | -------------- | --------------------- |
| 1     | 4      | Ray Scott    | Ala-Pívot | Estados Unidos | Allentown Jets (EPBL) |
| 2     | 12     | Johnny Egan  | Base      | Estados Unidos | Providence            |
| 3     | 26     | Doug Kistler | Alero     | Estados Unidos | Duke                  |
| 5     | 44     | Danny Doyle  | Alero     | Estados Unidos | Belmont Abbey*        |

## Temporada regular
| División Oeste       | División Oeste | División Oeste | División Oeste | División Oeste | División Oeste | División Oeste | División Oeste | División Oeste |
| Equipo               | G              | P              | %              | PD             | Casa           | Fuera          | Neutral        | Div            |
| -------------------- | -------------- | -------------- | -------------- | -------------- | -------------- | -------------- | -------------- | -------------- |
| x-Los Angeles Lakers | 54             | 26             | .675           | –              | 26–5           | 18–13          | 10–8           | 33–13          |
| x-Cincinnati Royals  | 43             | 37             | .538           | 11             | 18–13          | 14–16          | 11–8           | 29–17          |
| x-Detroit Pistons    | 37             | 43             | .463           | 17             | 16–14          | 8–17           | 13–12          | 24–22          |
| St. Louis Hawks      | 29             | 51             | .363           | 25             | 19–16          | 7–27           | 3–8            | 16–30          |
| Chicago Packers      | 18             | 62             | .225           | 36             | 9–19           | 3–20           | 6–23           | 10–30          |

## Playoffs

### Semifinales de División
Detroit Pistons - Cincinnati Royals
| Fecha       | Partido                                    | Ciudad     |
| ----------- | ------------------------------------------ | ---------- |
| 16 de marzo | Detroit Pistons 123, Cincinnati Royals 122 | Detroit    |
| 17 de marzo | Cincinnati Royals 129, Detroit Pistons 107 | Cincinnati |
| 18 de marzo | Detroit Pistons 118, Cincinnati Royals 107 | Detroit    |
| 20 de marzo | Cincinnati Royals 111, Detroit Pistons 112 | Cincinnati |
|             | Detroit gana las series 3-1                |            |

### Finales de División
Los Angeles Lakers - Detroit Pistons
| Fecha       | Partido                                     | Ciudad      |
| ----------- | ------------------------------------------- | ----------- |
| 24 de marzo | Los Angeles Lakers 132, Detroit Pistons 108 | Los Ángeles |
| 25 de marzo | Los Angeles Lakers 127, Detroit Pistons 112 | Los Ángeles |
| 27 de marzo | Detroit Pistons 106, Los Angeles Lakers 111 | Detroit     |
| 29 de marzo | Detroit Pistons 118, Los Angeles Lakers 117 | Detroit     |
| 31 de marzo | Los Angeles Lakers 125, Detroit Pistons 132 | Los Ángeles |
| 3 de abril  | Detroit Pistons 117, Los Angeles Lakers 123 | Detroit     |
|             | Los Angeles gana las series 4-2             |             |

## Estadísticas
| Rk | Jugador          | Edad | P  | PT | MP   | TC  | TCI  | %TC  | 3P | 3PI | %3P | TL  | TLI | %TL  | RO | RD | RT   | AS  | RB | TAP | BP | FP  | PTS  |
| 1  | Bailey Howell    | 25   | 79 |    | 36.2 | 7.0 | 15.1 | .464 |    |     |     | 5.9 | 7.7 | .768 |    |    | 12.6 | 2.4 |    |     |    | 4.0 | 19.9 |
| 2  | Gene Shue        | 30   | 80 |    | 39.3 | 7.3 | 17.8 | .408 |    |     |     | 4.5 | 5.6 | .810 |    |    | 4.7  | 5.8 |    |     |    | 2.4 | 19.0 |
| 3  | Don Ohl          | 25   | 77 |    | 32.8 | 7.2 | 16.2 | .444 |    |     |     | 2.6 | 3.6 | .718 |    |    | 3.5  | 3.2 |    |     |    | 2.2 | 17.0 |
| 4  | Bob Ferry        | 24   | 80 |    | 24.0 | 5.1 | 11.7 | .438 |    |     |     | 3.6 | 5.3 | .678 |    |    | 6.3  | 1.8 |    |     |    | 2.5 | 13.9 |
| 5  | Ray Scott        | 23   | 75 |    | 27.8 | 4.9 | 12.7 | .387 |    |     |     | 3.4 | 5.2 | .657 |    |    | 11.5 | 1.8 |    |     |    | 3.1 | 13.3 |
| 6  | Walter Dukes     | 31   | 77 |    | 24.6 | 3.3 | 8.4  | .396 |    |     |     | 2.7 | 3.8 | .715 |    |    | 10.4 | 1.6 |    |     |    | 4.2 | 9.4  |
| 7  | George Lee       | 25   | 75 |    | 18.0 | 2.4 | 6.7  | .358 |    |     |     | 2.8 | 3.7 | .761 |    |    | 4.7  | 0.9 |    |     |    | 1.7 | 7.6  |
| 8  | Jackie Moreland  | 23   | 74 |    | 16.5 | 2.8 | 6.6  | .421 |    |     |     | 1.9 | 2.5 | .747 |    |    | 5.8  | 1.0 |    |     |    | 2.4 | 7.4  |
| 9  | Willie Jones     | 25   | 69 |    | 14.6 | 2.6 | 6.9  | .373 |    |     |     | 0.9 | 1.5 | .634 |    |    | 2.6  | 1.7 |    |     |    | 2.0 | 6.1  |
| 10 | Johnny Egan      | 23   | 58 |    | 12.0 | 2.2 | 5.2  | .425 |    |     |     | 1.1 | 1.4 | .762 |    |    | 1.5  | 1.8 |    |     |    | 1.1 | 5.5  |
| 11 | Shellie McMillon | 25   | 14 |    | 13.6 | 1.9 | 5.9  | .313 |    |     |     | 1.4 | 2.6 | .556 |    |    | 4.6  | 0.4 |    |     |    | 2.6 | 5.1  |
| 12 | Chuck Noble      | 30   | 26 |    | 13.9 | 1.2 | 4.3  | .283 |    |     |     | 0.3 | 0.6 | .533 |    |    | 1.7  | 2.4 |    |     |    | 2.1 | 2.8  |